# 大衛·派屈克·凱利
大衛·派屈克·凱利（英語：David Patrick Kelly，1951年1月23日—）是一名美國男演員和音樂家。較著名的作品如電影《殺神輓歌》（1979年）、《48小時》（1982年）、《魔鬼司令》（1985年）、《龍族戰神》（1994年）、《江湖白事》（1996年）、《終極悍將》（1996年）和《鐵男總動員》（2005年）。他時常和導演史派克·李、華特·希爾和大衛·林奇合作。2015年，凱利在電視劇《諜海黑名單》中擔任常駐演員。

## 早期生活
大衛·派屈克·凱利出生於密歇根州底特律，是會計師羅伯特·科比·凱利（Robert Corby Kelly）和瑪格麗特·伊麗莎白·墨菲（Margaret Elizabeth Murphy）的兒子。他的父親因在二戰的突出部之役中的服務而得到了銅星勳章。他的祖父丹尼爾·墨菲（Daniel Murphy）來自愛爾蘭科克郡杜哈洛的Lisnashearshane。他的叔祖父是威廉·科比神父。
凱利以優等生的身份畢業於底特律梅西大學，並獲得了藝術學（BFA）的學位。

## 個人生活
2005年8月14日，凱利與戲劇演員兼劇作家茱利安娜·法蘭西斯在曼哈頓的农场圣马可堂結婚。他們的女兒瑪格麗特·珍·凱利（Margarethe Jane Kelly）出生於2008年。

## 外部連結
- 官方网站
- 大衛·派屈克·凱利在互联网电影资料库（IMDb）上的資料（英文）